# Diphucephala
Diphucephala är ett släkte av skalbaggar. Diphucephala ingår i familjen Melolonthidae.

## Dottertaxa tillDiphucephala, i alfabetisk ordning[1]
- Diphucephala affinis
- Diphucephala angusticeps
- Diphucephala aurolimbata
- Diphucephala aurulenta
- Diphucephala azureipennis
- Diphucephala barnardi
- Diphucephala bernhardti
- Diphucephala beryllina
- Diphucephala carteri
- Diphucephala castanoptera
- Diphucephala childrenii
- Diphucephala coerulea
- Diphucephala colaspidoides
- Diphucephala concinna
- Diphucephala crebra
- Diphucephala cribripennis
- Diphucephala cuprea
- Diphucephala dentipes
- Diphucephala dicksoniae
- Diphucephala edwardsi
- Diphucephala elegans
- Diphucephala fulgida
- Diphucephala furcata
- Diphucephala glabra
- Diphucephala hirtipennis
- Diphucephala hirtipes
- Diphucephala hopei
- Diphucephala humeralis
- Diphucephala ignota
- Diphucephala insularis
- Diphucephala lateralis
- Diphucephala laticeps
- Diphucephala laticollis
- Diphucephala latipennis
- Diphucephala lineata
- Diphucephala mastersi
- Diphucephala minima
- Diphucephala montana
- Diphucephala nigritarsis
- Diphucephala nitens
- Diphucephala nitidicollis
- Diphucephala obscura
- Diphucephala obsoleta
- Diphucephala parviceps
- Diphucephala parvula
- Diphucephala prasina
- Diphucephala puberula
- Diphucephala pubescens
- Diphucephala pubiventris
- Diphucephala pulchella
- Diphucephala pulcherrima
- Diphucephala purpureitarsis
- Diphucephala pygidialis
- Diphucephala pygmaea
- Diphucephala quadratigera
- Diphucephala rectipennis
- Diphucephala regalis
- Diphucephala richmondia
- Diphucephala rufipes
- Diphucephala rugosa
- Diphucephala rugosula
- Diphucephala sericea
- Diphucephala smaragdula
- Diphucephala sordida
- Diphucephala spreta
- Diphucephala tantilla
- Diphucephala tarsalis
- Diphucephala waterhousei